# Грузило

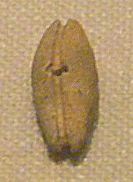
Грузило культуры дзёмон, Япония

Грузи́ло — одно из древнейших приспособлений, использовавшееся в рыбной ловле и для натяжения нитей в ткацких станках. Изготовлялось из керамики (терракота) или камня.
Современное рыболовное грузило на леске поплавочной удочки представляет собой изделие из свинца. Часто используется обычная свинцовая дробь, разрезанная до середины. Грузило изготавливают также из свинцового листа, обматывая его небольшой кусок вокруг лески. В промышленности производится методом литья, грузила могут быть сделаны из нержавеющей стали, свинца или вольфрама.
Используется на рыбалке для выравнивания поплавка и для достижения крючком с наживкой заданной глубины. Также может устанавливаться на рыболовных сетях.
Наиболее часто рыболовы-любители отливают грузила для закидушек (донок) самостоятельно. Грузило, отлитое в чайной ложке, будет весить около 50 граммов, в десертной ложке — около 100 граммов, в столовой ложке — около 150 граммов. Также продаются и специальные формы, в которых можно отливать грузила с разной массой и различными геометрическими параметрами, правда в эти формы нужно поместить и проушины, сделанные из стальной проволоки. Либо в готовом свинцовом грузиле можно просверлить сквозное отверстие под леску.

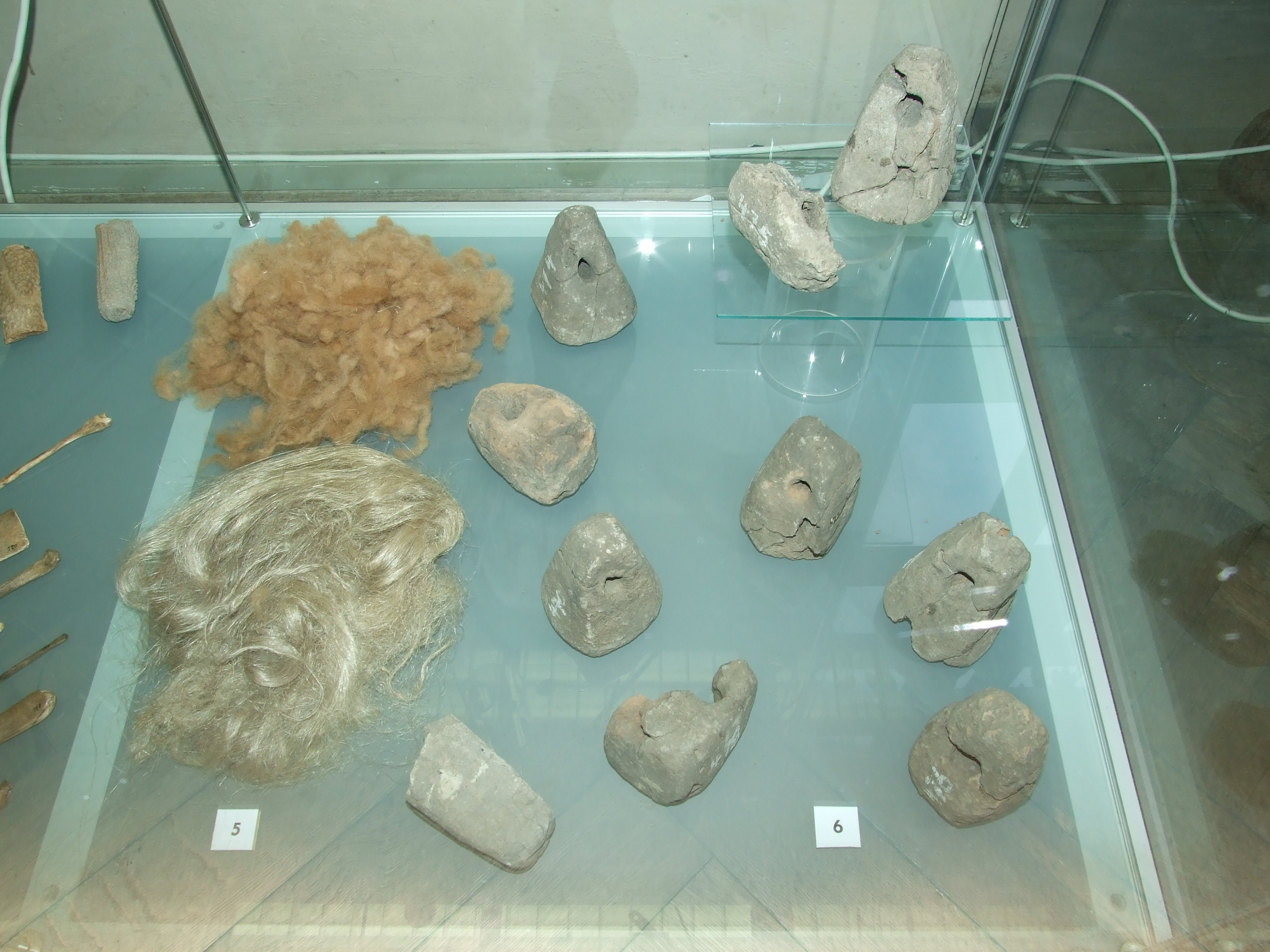
Ткацкие грузила из музея в Праге
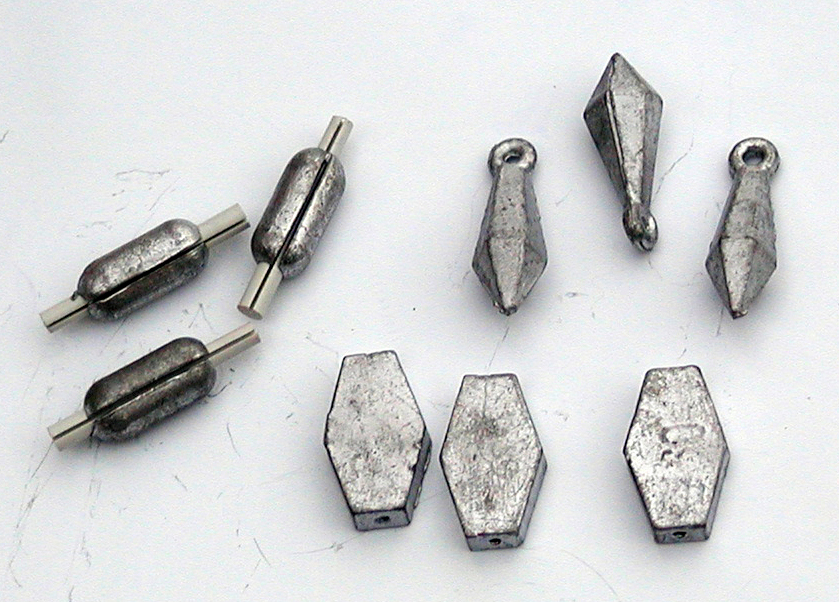
Три типа свинцовых грузил
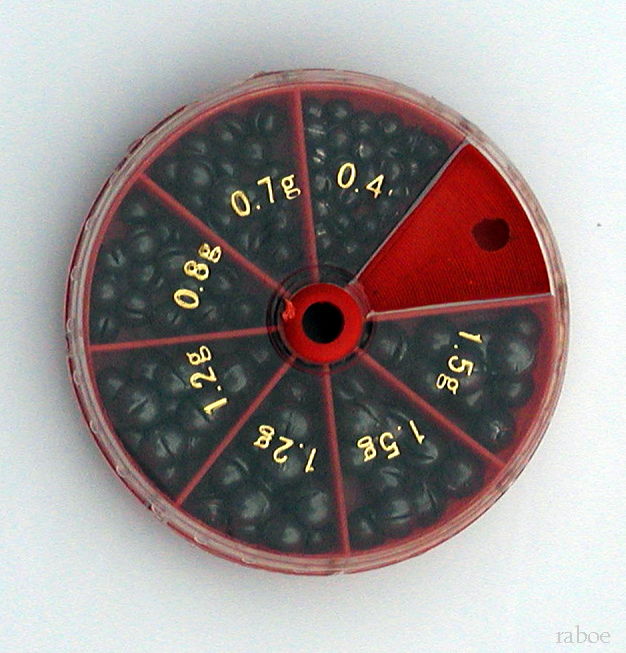
Набор грузил-дробинок